# タミル国民連合
タミル国民連合（タミルこくみんれんごう、タミル語: தமிழ்த் தேசியக் கூட்டமைப்பு、英語: Tamil National Alliance、略称：TNA）は、スリランカの政党。国内少数派であるタミル人を代表する政党である。2001年10月にタミル民族主義政党と元武装組織が合流して結党された。タミル人による民族自決を主張し、タミル人自治区の創設を目指している。また、スリランカ内戦終結のために反政府組織タミル・イーラム解放のトラ（LTTE）との交渉を支持した。内戦中はLTTEの政治部門として機能していた。
LTTEが敗れて内戦が終結したためにTNAも独立要求は取り下げている。TNAとその支持者たちは複数の攻撃にさらされており、過去3人の国会議員が政府の支援を受けたとみられる集団によって暗殺されている。
現在のTNAを構成する政党は、イーラム人民革命解放戦線（EPRLF）、ランカ・タミル連邦党（ITAK）、タミル・イーラム人民解放機構（PLOTE）、タミル・イーラム解放機構（TELO）の4政党。
現在16名の国会議員が所属しており、北部州政府では単独与党、東部州政府では与党連合の一角をなしている。また北部、東部を中心に33の基礎自治体で与党となっている。連合党首のR・サンパンタンは2015年9月から2018年12月まで野党グループのリーダーを務めていた。

## 歴史
タミル国民連合は、2001年国会議員選挙においてタミル政党が協力するため同年10月に結成された。10月20日、全セイロン・タミル会議（ACTC）、イーラム人民革命解放戦線（EPRLF）、タミル・イーラム解放機構（TELO）、タミル統一解放戦線（TULF）の4政党が合意文書に署名をした。TULFのシンボルを掲げて戦った同年選挙において、TNAは348,164票（3.89%）を集めて15議席を獲得した。
結成後すぐにTNAはLTTE支持の姿勢を強め、LTTEの「自由への闘争」を支持し彼らをスリランカ・タミル唯一の代表と位置付けた。しかし、この姿勢はTULFの分裂を招いた。TULF党首V・アナンダサンガレを含む複数の党員はLTTEに反対していたからである。そのため、彼はTNAに対して2004年国会議員選挙でTULFのシンボル（家）を使用することを拒否した。一方、TULF党内にはTNAに残留することを望む者もいた。2004年国会選挙ではTNAはITAKのシンボルを使用して臨み、633,654票（6.84%）を集めて議席数を22にまで伸ばした。
2008年、TNAはバッティカロア県で行われた地方議会選挙と東部州議会選挙をボイコットした。前年に決まった北東部州の分割に抗議するためであった。
2009年5月、LTTEの敗北によって内戦が終結した。国連が作成した報告書によると、内戦最後の1ヶ月でおよそ4万人の民間人が死亡し、その多くは政府軍の無差別爆撃によるものであった。戦時犯罪については政府側、LTTE側双方が相手を非難している。TNAは国際的な独立機関による戦争犯罪の調査を要求している。
2010年の大統領選挙では、TNAはスリランカ陸軍元司令官のサラット・フォンセカを支持した。同年3月、TNAは分離独立要求を引き下げ、その代わりに北東部州の復活と中央政府からの権限移譲による連邦制を主張するようになった。その後の総選挙ではTNAが233,190票（2.90%）を集め、14議席を獲得した。
2011年には内戦終結後初の地方選挙が実施され、TNAはLTTEの元支配地域で26議席中18議席を獲得した。
2013年の地方統一選挙では、北部州初の北部州議会選挙が実施され、TNAが得票率8割を記録して38議席中30議席を獲得し、国内で初めてタミル人による州政府が誕生した。選挙結果を受け、元最高裁判所判事のC・V・ウィグネスワランが10月7日に州首相に就任した。
2015年の大統領選挙では、TNAはマイトリーパーラ・シリセーナを支持。シリセーナは大統領に当選したが、TNAは与党入りを拒否した。その理由としてTNAは、シリセーナの政策は支持するが、タミル人の不満が解決されるまで与党入りはできないとした。
2015年総選挙では、TNAは515,963票（4.62%）を集め16議席を獲得した。この選挙以降、サンパンタンが野党代表を務めた。

## 選挙結果
| 選挙           | 北部州  | 北部州 | 北部州 | 東部州  | 東部州 | 東部州 | 全国    | 全国   | 全国   |
| 選挙           | 得票数  | 得票率 | 議席数 | 得票数  | 得票率 | 議席数 | 得票数  | 得票率 | 議席数 |
| -------------- | ------- | ------ | ------ | ------- | ------ | ------ | ------- | ------ | ------ |
| 2001年総選挙   | 144,274 | 51.32% | 9      | 191,194 | 30.81% | 5      | 348,164 | 3.89%  | 15     |
| 2004年総選挙   | 348,155 | 82.03% | 13     | 285,499 | 39.96% | 7      | 633,654 | 6.84%  | 22     |
| 2006年地方選挙 | -       | -      | -      | 96,466  | 21.69% | 69     | -       | -      | -      |
| 2009年地方選挙 | 12,287  | 36.99% | 13     | -       | -      | -      | -       | -      | -      |
| 2010年総選挙   | 106,792 | 41.80% | 8      | 126,398 | 21.89% | 5      | 233,190 | 2.90%  | 14     |
| 2011年地方選挙 | 190,625 | 62.87% | 226    | 64,453  | 13.06% | 49     | 255,078 | 2.99%  | 275    |
| 2012年州選挙   | -       | -      | -      | 193,827 | 30.59% | 11     | -       | -      | -      |
| 2013年州選挙   | 353,595 | 78.48% | 30     | -       | -      | -      | -       | -      | -      |
| 2015年総選挙   | 297,463 | 63.96% | 9      | 218,500 | 29.31% | 5      | 515,963 | 4.62%  | 16     |
| 2020年総選挙   | 182,883 | 32.26% | 6      | 144,285 | 16.09% | 3      | 327,168 | 2.82%  | 10     |